# Edertalbahn
Als Edertalbahn wird seit mindestens 1904 die zwischen 1900 und 1911 erbaute Bahnstrecke Korbach – Arfeld bezeichnet. Bauherr war die Preußische Staatseisenbahn.
Die Bahnstrecke wurde in fünf Streckenabschnitten erbaut:
- Der Abschnitt Korbach – Frankenberg wurde am 1. Mai 1900 eröffnet, siehe Bahnstrecke Warburg–Sarnau
- Der Abschnitt Frankenberg – Allendorf wurde am 1. Dezember 1908 eröffnet, siehe Bahnstrecke Nuttlar–Frankenberg
- Der Abschnitt Allendorf – Hatzfeld am 17. November 1910, siehe Bahnstrecke Bad Berleburg–Allendorf
- Der Abschnitt Hatzfeld – Arfeld am 17. November 1910[2], siehe Bahnstrecke Bad Berleburg–Allendorf
- Der Abschnitt Allendorf – Winterberg wurde ebenfalls am 1. Dezember 1908 als direkte Nordverbindung ins Ruhrgebiet eröffnet, nachdem dem Bau der Verbindung in das Ruhrgebiet Vorrang eingeräumt wurde, um die sogenannte Ruhr-Eder-Bahn zu etablieren. Aufgrund der ab 1917 parallel verlaufenden Uplandbahn erreichte dieser Zweig aber nie eine größere Bedeutung und wurde bereits ab 1966 wieder stillgelegt (Abschnitt Allendorf – Hallenberg).[3]